# Plectris metallica
Plectris metallica är en skalbaggsart som beskrevs av Moser 1918. Plectris metallica ingår i släktet Plectris och familjen Melolonthidae. Inga underarter finns listade i Catalogue of Life.